# رافائل کاروالیو
رافائل کاروالیو (انگلیسی: Rafael Carvalho؛ زادهٔ ۲۷ ژوئیهٔ ۱۹۸۶) ورزشکار هنرهای رزمی ترکیبی اهل برزیل است. وی از سال ۲۰۱۱ میلادی تاکنون مشغول فعالیت بوده‌است.